# هری براون (فیلم)
هری براون (انگلیسی: Harry Brown) فیلمی بریتانیایی در سبک نئو نوآر به کارگردانی دانیل باربر است که در سال ۲۰۰۹ منتشر شد.

## بازیگران
- مایکل کین
- امیلی مورتیمر
- دیوید بردلی
- ایان گلن
- جک اوکانل
- لیام کانینگهام
- شان هریس
- پلن بی

## موضوع فیلم
مردی سالخورده به نام هری براون که عضو سابق ارتش است و به تازگی همسر خود را ازدست داده، از به قتل رسیدن بهترین دوستش با خبر می‌شود. بعد از اینکه پلیس شواهد کافی برای پیداکردن قاتلین دوستش را نمی‌یابد وی تصمیم می‌گیرد تا از قاتلین دوستش انتقام بگیرد و عدالت را با دستان خود به اجرا درآورد.